# 西班牙階梯

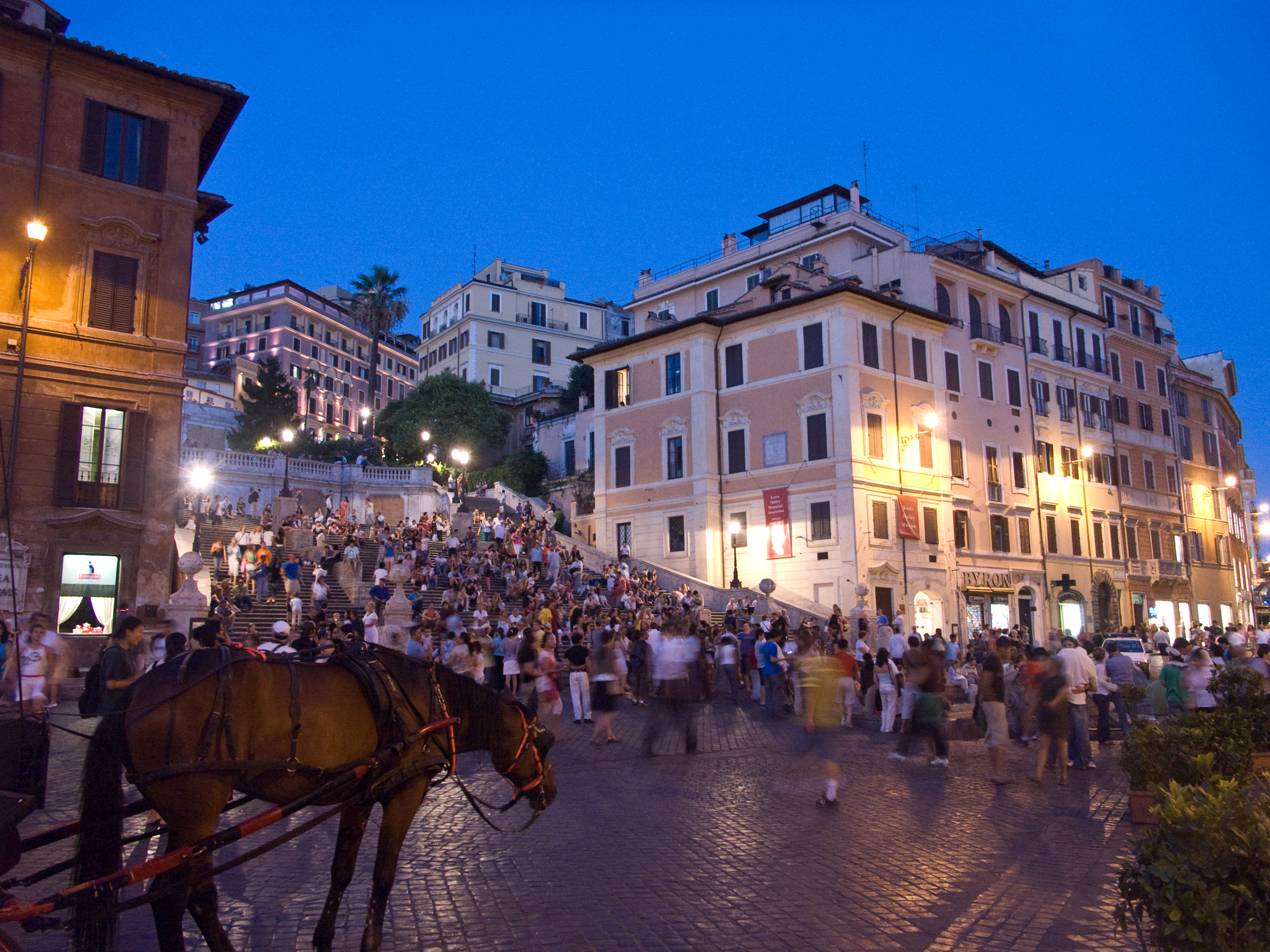
從西班牙廣場看到的西班牙階梯，右前方的黃白色建築曾經是詩人約翰‧濟慈的住所

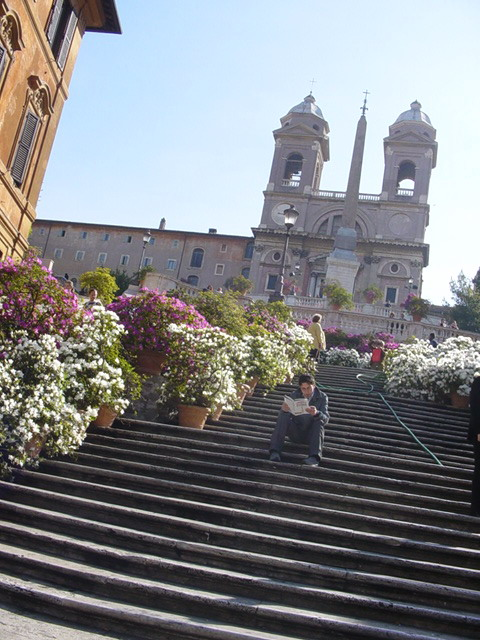
西班牙階梯

41°54′22″N 12°28′59″E / 41.905990°N 12.483183°E
西班牙階梯（義大利語：Scalinata della Trinità dei Monti）是位於義大利羅馬的一座戶外階梯，與西班牙廣場相聯接，而山上天主聖三教堂（Trinità dei Monti，由法國波旁王朝的國王所資助建造）就位在西班牙階梯的頂端。西班牙階梯無疑是全歐洲最長與最寬的階梯， 總共有135階，是法國的波旁王朝使用法國外交官（Étienne Gueffier）的遺產（20,000斯庫多）資助梵蒂岡資金，在1723年-1725年間建造完成的。

## 歷史
在1717年的一次設計競賽之後，西班牙階梯決定由默默無名的弗朗切斯科·德·桑克蒂斯（Francesco de Sanctis）來設計，雖然長久以來亞歷山德羅·斯佩基（Alessandro Specchi）被認為才是贏得這次競賽勝利的功臣。在這之前，許多世代的人們對於這座位在蘋丘（Pincio）上，通往教堂的陡峭山坡應該如何被都市化討論相當的熱烈，不過這些猜測在最後的實行方案決定之後都結束了。
1580年代的檔案草圖顯示當時的教宗額我略十三世就有興趣在完工不久的聖三一教堂正面來建造一座階梯。荷蘭畫家加斯帕尔·范维特尔（Gaspar van Wittel）也曾在1683年將長滿樹木的坡道作為畫中的主題，他的作品現在則收藏在羅馬的國家藝術美術館中。在17世紀時，接受過羅馬教育的法國政治家儒勒·馬扎然對於這個計畫感到興趣，後來它被紀錄在Gueffier的遺囑中，並且委託它給羅馬的代理人，而他的計劃中包括建造一座路易十四騎馬的紀念碑，因為當時他侵略其他地區的作為在羅馬製造一股狂熱。馬扎然與額我略十三世分別在1661年及1667年辭世，而Gueffier的遺囑則由外甥成功的奪取，所以這個計畫直到教宗克勉十一世才重新對它感到興趣。波旁王朝的象徵百合花飾與額我略十三世的老鷹及皇冠也被均衡的仔細規畫在細部的雕刻設計中。這個解決方案也是傳統梯形的花園階梯中一個出色的設計。

## 使用
天文學家熱羅姆·拉朗德與夏尔·德·布罗斯（Charles de Brosses）皆曾注意到西班牙階梯的狀態非常差，所以曾經進行過幾次的修復工程，最近一次則是在1995年。

## 流行文化
在聖誕節期間，會有一個19世紀的馬槽在樓梯的第一個平台展示。在五月間，部份的樓梯則會覆蓋大量的杜鵑花。現在西班牙階梯包含了一個小型的切花市場。這座階梯不是一個享用午餐的場所，因為羅馬城的规定禁止这样做。
西班牙階梯曾經在1951年的電影《羅馬假期》中出現過，位於半山腰的這棟公寓是1961年的電影《羅馬之春》（The Roman Spring of Mrs. Stone）中的場景。而義大利導演柏納多·貝托魯奇的電影《圍城》（Besieged）也用位於階梯旁的一棟房子當作背景。美國的民謠歌手鮑勃·迪倫也在他1971年的經典歌曲《When I Paint My Masterpiece》中提及西班牙階梯。

## 事件
2007年6月13日，有一位24歲的哥倫比亞人企圖駕駛一輛豐田汽車從西班牙階梯高速的俯衝而下。目擊者指稱人們必須岔出道路以免被這輛車波及到。沒有任何人在這次事件中受傷，不過擁有200年以上歷史的樓梯受到磨損並有殘缺。這名駕駛被逮捕，經過吹氣測試顯示他血液中的酒精濃度達到法令規定上限的兩倍之多。
一位藝術家Graziano Cecchini在2008年1月16日將西班牙階梯全部用成千上萬的塑膠球覆蓋起來，他宣稱這是為了讓全世界注意到緬甸甲良族的處境，也抗議藝術家在義大利的現況。

## 外部連結
- Piazza di Spagna website （页面存档备份，存于）
- Insiders Guide to The Spanish Steps –包括餐廳購物與這個地區的地圖
- Spanish Steps PhotosArchive.today的存檔，存档日期2006-06-03
- Spanish Steps （页面存档备份，存于） 西班牙階梯的影片與照片集
- Hop? Stop? Nonstop!  （页面存档备份，存于）  LoiveLive sunshine! 彩虹彼端「Hop? Stop? Nonstop!」場景
- Detailed information （页面存档备份，存于） Giuseppe Vasi於18世紀時完成的雕刻與照片
- Image and Link Collection[永久]
- The Spanish Steps（页面存档备份，存于） 西班牙廣場與西班牙階梯的360度全景照片 - QuickTime VR.